# 댄스 팝
댄스 팝(Dance-pop)은 1980년대 초반부터 시작된 댄스를 지향하는 팝 음악이다. 이 장르는 디스코 음악에서 파생되었고, 대부분 댄스 팝 노래는 업 템포 음악으로, 클럽에서 단순히 춤추기에 알맞은 것이 특징이다. 댄스 팝 노래는 일반적으로 강한 비트와 쉽고 단순한 노래 구조가 특징이다. 또한 익숙한 멜로디와 노래를 위해 자유로운 형태의 댄스 음악보다는 최근에는 팝 음악 성향이 짙어졌다. 댄스 팝은 80년대 중반부터 나온 유로댄스, 신스팝, 일렉트로팝과 비슷한 사운드를 보이기도 한다.
댄스 팝은 인기있는 장르 중 하나로, 많은 아티스트와 음악 그룹들이 주 장르로 삼고 있다. 대표적으로 마이클 잭슨, 마돈나, 카일리 미노그, 자넷 잭슨, 케이티 페리, 크리스티나 아길레라, 스파이스 걸스, 브리트니 스피어스, 리한나, 레이디 가가, 케샤, 비욘세, 터보 등이 있다. 최근에는 대한민국의 많은 아이돌 가수들도 혼합된 댄스 팝을 선보이고 있다.

## 형질
댄스 팝 장르는 대표적으로 다음과 같은 특징을 보인다.
- 클럽을 위한 업 템포, 경쾌한 멜로디와 함께 자연적으로 춤을 추게 한다.
- 익숙함을 위해 팝 음악을 기반으로 단순하게 만든다.
- 박과 그루브를 중점으로 둔다.
- 눈에 띄는 훅
- 간단한 가사
- 세련된 프로덕션